# Bollullos de la Mitación
Bollullos de la Mitación – gmina w Hiszpanii, w prowincji Sewilla, w Andaluzji, o powierzchni 62,36 km². W 2011 roku gmina liczyła 9756 mieszkańców. Bollullos to miasto pochodzenia turdeckiego.